# Linda Jo Rizzo
Linda Jo Rizzo (* 1. April 1955 in New York City) ist eine in München lebende US-amerikanische Sängerin, Pianistin, Komponistin und Entertainerin mit italienischen Wurzeln. Als junge Erwachsene arbeitete sie als Fotomodell. Rizzo ist auch geläufig unter dem Alias Mona Lisa oder als L.J. Rizzo oder Linda Jo.

## Biografie
Rizzo wuchs in ihrer Geburtsstadt auf. Ihre Großeltern beiderseits stammten aus Sizilien.

### Model-Jahre
Mit 18 Jahren arbeitete sie in New York das erste Mal als Fotomodell, dann zunächst drei Jahre als Model für Printmedien und Fernsehwerbung in Mailand für Amica, Laura Biagiotti usw., anschließend zwei Jahre in Lissabon für Mulher de Hoje, Schweppes usw.

### Musik, Entertainment und Gastronomie
In Mailand knüpfte Rizzo als Hintergrundsängerin bei Adriano Celentano erste Kontakte zur Musikszene. Mit 23 Jahren kehrte sie zurück nach New York, um am College Ernährungswissenschaft zu studieren. Als sie 25 Jahre alt war, wurde bei einem gemeinsamen Essen mit Musikproduzenten, die Rizzo ebenfalls aus ihrer Model-Zeit in Mailand kannte, Bobby Orlando auf sie aufmerksam. Orlando engagierte sie sofort als Sängerin für seine Girl-Group „The Flirts“, wo sie auf dem Album Born to Flirt (1983) mitsang, und erstmals 1984/85 durch Europa tourte. Die Flirts-Single Passion erreichte die Top 10 in Deutschland und in der Schweiz. Nach eigener Aussage kann sie sich nicht mehr genau erinnern, welche Titel sie im Studio für Orlando sang. Einige davon wurden für die Flirts, andere für weitere Projekte verwendet.
Bereits 1984 auf Tour mit den Flirts, beschloss Rizzo nach Deutschland zu gehen. Nach der Trennung von den Flirts und dem Abbruch des Kontakts zu Orlando, tourte sie ab 1985 erfolgreich solo als Sängerin und Entertainerin durch die Vereinigten Staaten und Europa. 1988 ließ sie sich in München nieder, wo sie unter anderem seit 1999 auf dem Oktoberfest als „Stargast“ des Hippodrom-Festzelts präsentiert wurde. Von 2000 bis zum 3. August 2008 führte sie das Musikrestaurant „Piazza Linda“ mit täglicher Live-Musik. Sie wurde deshalb gar mit der Schwabinger Gisela verglichen. Zum Abschied des Lokals präsentierte sie gemeinsam mit vielen weiteren internationalen Künstlern die erste Gedenk-CD Linda Jo Rizzo & Friends.
Rizzo veröffentlichte und produzierte über 20 Platten und CDs mit teils bekannten Produzenten wie Fancy, Glen P. Stone, Joe Kleindienst, Mino Siciliano und La Bionda. Sie arbeitet als Entertainerin bei Groß- und Kleinveranstaltungen in ganz Europa, gastierte in zahlreichen Fernsehshows und trat als Vorgruppe oder Co-Star an der Seite von Stars wie Dieter Bohlen, C. C. Catch, George McCrae, Carl Douglas, Bonnie Tyler, Al Bano, Umberto Tozzi, Jürgen Drews, Haddaway und vielen anderen bekannten Musikern auf.

## Diskografie

### Singles
- 1985: Fly Me High
- 1986: You're My First You're My Last"/"I've Got The Night
- 1986: Heartflash (Tonight)/Just One Word
- 1987: Perfect Love/No Lies
- 1989: Keep Trying
- 1988: Passion/Hey Joe/Perfect Love
- 2012: Heartflash, Passion & You're My First, You're My Last 2012
- 2013: Day Of The Light

### Alben
- 1989: Passion
- 1999: Best Of Linda Jo Rizzo
- 2015: Fly me high
- 2023: Forever
- 2025: Long Rocky Road

## Filmografie
- 2007: AstroEuros (Darstellerin und Komponistin; Drehbuch: Jürgen G. H. Hoppmann)